# Komenda Rejonu Uzupełnień Bydgoszcz Powiat

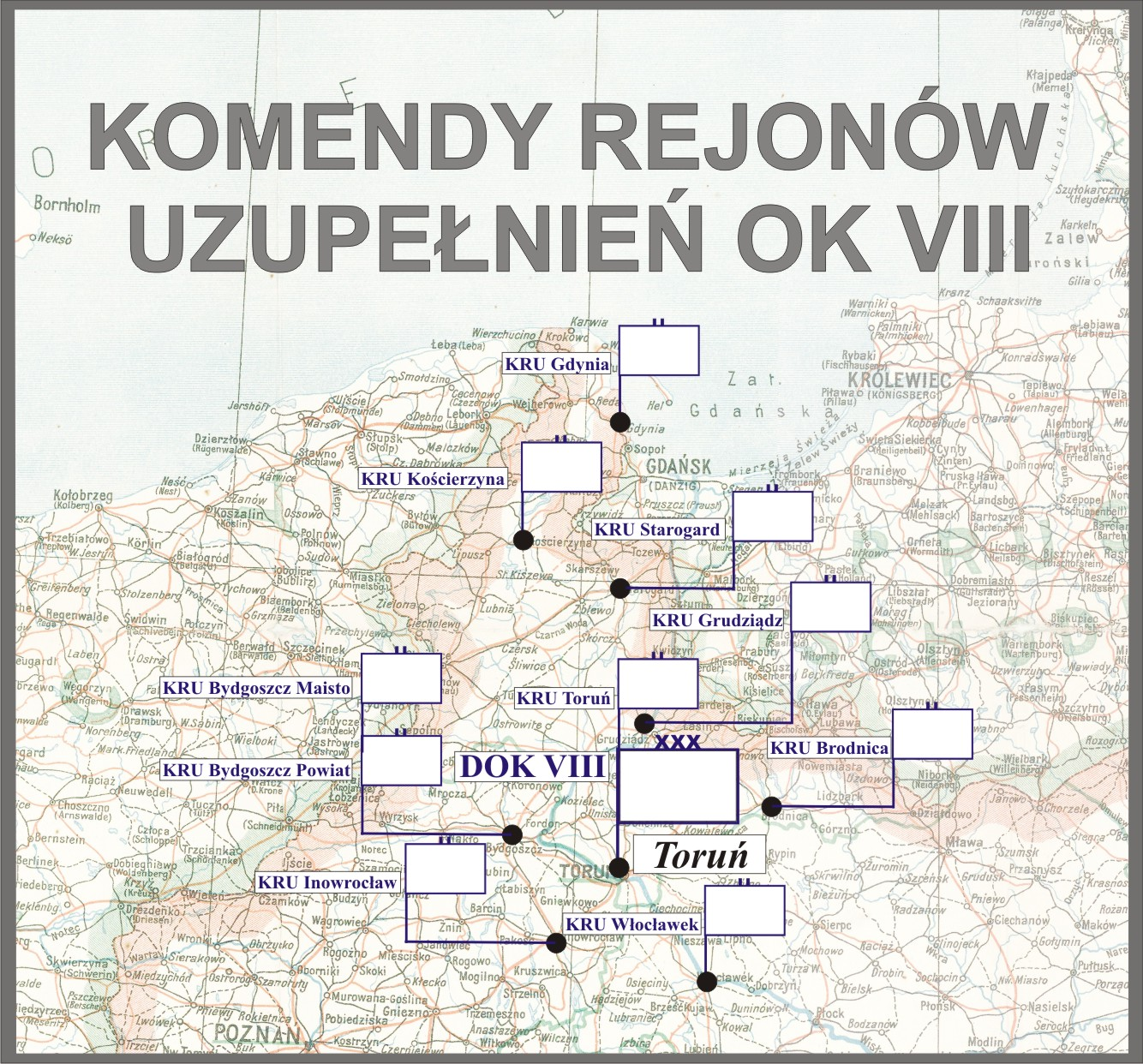
Komendy rejonów uzupełnień OK VIII

Komenda Rejonu Uzupełnień Bydgoszcz Powiat (KRU Bydgoszcz Powiat) – organ wojskowy właściwy w sprawach uzupełnień Sił Zbrojnych II Rzeczypospolitej i administracji rezerw w powierzonym mu rejonie.

## Historia komendy
W czerwcu 1921 roku PKU Bydgoszcz była podporządkowana Dowództwu Okręgu Generalnego „Poznań” i obejmowała swoją właściwością miasto Bydgoszcz oraz powiaty: bydgoski, chodzieski i wyrzyski.
15 listopada 1921 roku, po wprowadzeniu podziału kraju na dziesięć okręgów korpusów oraz wprowadzeniu pokojowej organizacji służby poborowej, dotychczasowa PKU Bydgoszcz została podporządkowana Dowództwu Okręgu Korpusu Nr VIII i obejmowała swoją właściwością powiaty: bydgoski i wyrzyski, natomiast powiat chodzieski został włączony do PKU Szubin. W każdym z miast powiatowych rezydował oficer ewidencyjny.
18 listopada 1924 roku weszła w życie ustawa z dnia 23 maja 1924 roku o powszechnym obowiązku służby wojskowej, a 15 kwietnia 1925 roku rozporządzenie wykonawcze ministra spraw wojskowych do tejże ustawy, wydane 21 marca tego roku wspólnie z ministrami: spraw wewnętrznych, zagranicznych, sprawiedliwości, skarbu, kolei, wyznań religijnych i oświecenia publicznego, rolnictwa i dóbr państwowych oraz przemysłu i handlu. Wydanie obu aktów prawnych wiązało się z przejęciem przez władze cywilne (administracji I instancji) większości zadań związanych z przygotowaniem i przeprowadzeniem poboru. Przekazanie większości zadań władzom cywilnym umożliwiło organom służby poborowej zajęcie się wyłącznie racjonalnym rozdziałem rekruta oraz ewidencją i administracją rezerw. Do tych zadań dostosowana została organizacja wewnętrzna powiatowych komend uzupełnień i ich składy osobowe. Poszczególne komendy różniły się między sobą składem osobowym w zależności od wielkości administrowanego terenu.
Zadania i nowa organizacja PKU określone zostały w wydanej 27 maja 1925 roku instrukcji organizacyjnej służby poborowej na stopie pokojowej. W skład PKU Bydgoszcz wchodziły trzy referaty: I) referat administracji rezerw, II) referat poborowy i referat inwalidzki. Nowa organizacja i obsada służby poborowej na stopie pokojowej według stanów osobowych L. O. I. Szt. Gen. 3477/Org. 25 została ogłoszona 4 lutego 1926 roku. Z tą chwilą zniesione zostały stanowiska oficerów ewidencyjnych.
12 marca 1926 roku została ogłoszona obsada personalna Przysposobienia Wojskowego, zatwierdzona rozkazem Dep. I L. 6000/26 przez pełniącego obowiązki szefa Sztabu Generalnego gen. dyw. Edmunda Kesslera, w imieniu ministra spraw wojskowych. Zgodnie z nową organizacją pokojową Przysposobienia Wojskowego zostały zlikwidowane stanowiska oficerów instrukcyjnych przy PKU, a w ich miejsce utworzone rozkazem Oddz. I Szt. Gen. L. 7600/Org. 25 stanowiska oficerów przysposobienia wojskowego w pułkach piechoty.
Od 1926 roku, obok ustawy o powszechnym obowiązku służby wojskowej i rozporządzeń wykonawczych do niej, działalność PKU Bydgoszcz normowała „Tymczasowa instrukcja służbowa dla PKU”, wprowadzona do użytku rozkazem MSWojsk. Dep. Piech. L. 100/26 Pob.
Z dniem 10 stycznia 1927 roku została zlikwidowana PKU Szubin, a powiaty szubiński i chodzieski włączone w skład okręgu poborowego PKU Bydgoszcz. Równocześnie powiat sępoleński został wyłączony z PKU Starogard i włączony do PKU Bydgoszcz, która otrzymała skład osobowy typ I.
Jesienią 1930 roku na obszarze Okręgu Korpusu Nr VIII została utworzona PKU Bydgoszcz Miasto, która administrowała miastem Bydgoszcz. Jednocześnie dotychczasowa PKU Bydgoszcz została przemianowana na PKU Bydgoszcz Powiat i zaliczona do II typu składu osobowego PKU. Od tego czasu PKU Bydgoszcz Powiat administrowała powiatami: bydgoskim, chodzieskim, sępoleńskim, szubińskim i wyrzyskim.
31 lipca 1931 roku gen. dyw. Kazimierz Fabrycy, w zastępstwie ministra spraw wojskowych, rozkazem B. Og. Org. 4031 Org. wprowadził zmiany w organizacji służby poborowej na stopie pokojowej. Zmiany te polegały między innymi na zamianie stanowisk oficerów administracji w PKU na stanowiska oficerów broni (piechoty) oraz zmniejszeniu składu osobowego PKU typ I–IV o jednego oficera i zwiększeniu o jednego urzędnika II kategorii. Liczba szeregowych zawodowych i niezawodowych oraz urzędników III kategorii i niższych funkcjonariuszy pozostała bez zmian.
PKU Bydgoszcz Powiat razem z PKU Bydgoszcz Miasto miała swoją siedzibę przy ul. Gen. Bema 17.
1 lipca 1938 roku weszła w życie nowa organizacja służby uzupełnień, zgodnie z którą dotychczasowa PKU Bydgoszcz Powiat została przemianowana na Komendę Rejonu Uzupełnień Bydgoszcz Powiat przy czym nazwa ta zaczęła obowiązywać 1 września 1938 roku, z chwilą wejścia w życie ustawy z dnia 9 kwietnia 1938 roku o powszechnym obowiązku wojskowym. Obok wspomnianej ustawy i rozporządzeń wykonawczych do niej, działalność KRU Bydgoszcz Powiat normowały przepisy służbowe MSWojsk. D.D.O. L. 500/Org. Tjn. Organizacja służby uzupełnień na stopie pokojowej z 13 czerwca 1938 roku. Zgodnie z tymi przepisami komenda rejonu uzupełnień była organem wykonawczym służby uzupełnień .
Komendant rejonu uzupełnień w sprawach dotyczących uzupełnień Sił Zbrojnych i administracji rezerw podlegał bezpośrednio dowódcy Okręgu Korpusu Nr VIII, który był okręgowym organem kierowniczym służby uzupełnień. Rejon uzupełnień nie uległ zmianie i nadal obejmował powiaty: bydgoski, chodzieski, sępoleński, szubiński i wyrzyski.

## Obsada personalna
Poniżej przedstawiono wykaz oficerów zajmujących stanowisko komendanta Powiatowej Komendy Uzupełnień i komendanta rejonu uzupełnień oraz wykaz osób funkcyjnych (oficerów i urzędników wojskowych) pełniących służbę w PKU Bydgoszcz oraz PKU i KRU Bydgoszcz Powiat, z uwzględnieniem najważniejszych zmian organizacyjnych przeprowadzonych w 1926 i 1938 roku.
| Komendanci                                | Komendanci              | Komendanci                        |
| ----------------------------------------- | ----------------------- | --------------------------------- |
| Stopień, imię i nazwisko                  | Okres pełnienia funkcji | Kolejne stanowisko (dalsze losy)  |
| płk piech. Adam Nowosilski                | od 14 I 1920            |                                   |
| por. piech. Józef Śmielecki               | od 22 V 1920            |                                   |
| płk piech. Zdzisław Załuski               | do 23 V 1923            | Szef Poborowy DOK IX              |
| ppłk piech. Władysław Liber               | 23 V 1923 – II 1927     | stan spoczynku z dniem 30 IV 1927 |
| mjr piech. Teofil Burakowski              | III 1927 – III 1928     | kierownik I referatu PKU Pińsk    |
| ppłk piech. Antoni Andrzej Kadernuszka    | III 1928 – II 1929      | dyspozycja dowódcy OK VIII        |
| ppłk piech. Bolesław Konstanty Sobolewski | III 1929 – VIII 1931    | komendant PKU Kraków Miasto       |
| ppłk piech. Edmund Effert                 | VIII 1931 – III 1934    | dyspozycja dowódcy OK VIII        |
| mjr piech. Roman Gutkowski                | VI 1934 – 1939          |                                   |

| Obsada pozostałych stanowisk funkcyjnych PKU w latach 1921–1925 | Obsada pozostałych stanowisk funkcyjnych PKU w latach 1921–1925 | Obsada pozostałych stanowisk funkcyjnych PKU w latach 1921–1925 | Obsada pozostałych stanowisk funkcyjnych PKU w latach 1921–1925 |
| --------------------------------------------------------------- | --------------------------------------------------------------- | --------------------------------------------------------------- | --------------------------------------------------------------- |
| I referent                                                      | kpt. piech. Bolesław Cenzartowicz                               | 1923 – 1924                                                     |                                                                 |
| II referent                                                     | por. piech. Marian Stefan Nowacki                               | 1923 – 1924                                                     |                                                                 |
| referent inwalidzki                                             | urzędnik wojsk. Jan Kowala                                      | 1923                                                            |                                                                 |
| oficer instrukcyjny                                             | por. piech. Stanisław Polinkiewicz                              | 1923 – IV 1924                                                  | 61 pp                                                           |
| oficer instrukcyjny                                             | kpt. piech. Jan Demkow                                          | IV 1924 – II 1926                                               | kierownik I referatu                                            |
| oficer ewidencyjny na powiat bydgoski                           | urzędnik wojsk. XI rangi / por. kanc. Czesław Aleksander Nabel  | od 1 XI 1922, był w 1924                                        |                                                                 |
| oficer ewidencyjny na powiat wyrzyski                           | urzędnik wojsk. X rangi Władysław III Kowalewski                | 1 XI 1922 – II 1925                                             | OE Konstantynów PKU Biała Podlaska                              |
| Obsada pozostałych stanowisk funkcyjnych PKU w latach 1926–1938 |                                                                 |                                                                 |                                                                 |
| kierownik I referatu administracji rezerw i zastępca komendanta | kpt. / mjr piech. Jan Demkow                                    | II – VI 1926                                                    | kierownik I referatu PKU Kowel                                  |
| kierownik I referatu administracji rezerw i zastępca komendanta | mjr piech. Mieczysław Żyromski                                  | IX 1926 – II 1927                                               | komendant PKU Częstochowa                                       |
| kierownik I referatu administracji rezerw i zastępca komendanta | kpt. adm. (gosp.) Tadeusz Woyciechowski                         | XI 1927 – 20 III 1931                                           | płatnik Centr. Wyszk. Podofic. Lot.                             |
| kierownik I referatu administracji rezerw i zastępca komendanta | kpt. piech. Józef Grudziecki                                    | od XI 1930 – 31 VIII 1933                                       | stan spoczynku                                                  |
| kierownik II referatu poborowego                                | kpt. piech. Bolesław Cenzartowicz                               | II – III 1926                                                   | 62 pp                                                           |
| kierownik II referatu poborowego                                | por. piech. Marian Stefan Nowacki                               | III 1926 – 29 II 1928                                           | stan spoczynku                                                  |
| kierownik II referatu poborowego                                | por. kanc. Fryderyk Andrzej Honzatko                            | 29 II 1928 – 1 VIII 1932                                        | praktyka u płatnika 62 pp                                       |
| kierownik II referatu poborowego                                | kpt. piech. Bronisław Górniak                                   | 1932 i w VI 1935                                                |                                                                 |
| referent inwalidzki                                             | por. kanc. Czesław Nabel                                        | II – XII 1926                                                   | PKU Nowy Targ                                                   |
| referent inwalidzki                                             | por. piech. Józef Stanisław Dapiński                            | X 1927 – IV 1929                                                | dyspozycja Ministerstwa Pracy i Opieki Społecznej               |
| referent                                                        | por. piech. Marian Stefan Nowacki                               | II – III 1926                                                   | kierownik II referatu                                           |
| referent                                                        | por. kanc. Witold Kolubiński                                    | III 1926 – 30 IX 1928                                           | stan spoczynku                                                  |
| referent                                                        | kpt. adm. (san.) Tadeusz Słupczyński                            | VII 1929 – VI 1930                                              | kierownik I referatu PKU Pińsk                                  |
| Obsada pozostałych stanowisk funkcyjnych KRU w latach 1938–1939 |                                                                 |                                                                 |                                                                 |
| kierownik I referatu ewidencji                                  | kpt. adm. (piech.) Bronisław Górniak                            | był w III 1939                                                  |                                                                 |
| kierownik II referatu uzupełnień                                | kpt. adm. (art.) Jan Szymanowski                                | był w III 1939                                                  |                                                                 |